# Evorinea hirtella
Evorinea hirtella là một loài bọ cánh cứng trong họ Dermestidae. Loài này được Walker miêu tả khoa học năm 1858.